# ميشيل روسينيول
ميشيل روسينيول هي مقدمة برامج إذاعية وممثلة كندية، ولدت في 4 فبراير 1940 بمونتريال في كندا.

## وصلات خارجية
- ميشيل روسينيول على موقع IMDb (الإنجليزية)
- ميشيل روسينيول على موقع ألو سيني (الفرنسية)
- ميشيل روسينيول على موقع أول موفي (الإنجليزية)
- ميشيل روسينيول على موقع قاعدة بيانات الأفلام السويدية (السويدية)
- ميشيل روسينيول على موقع قاعدة بيانات الفيلم (الإنجليزية)
- ميشيل روسينيول على موقع كينوبويسك (الروسية)